# Samfunnspartiet

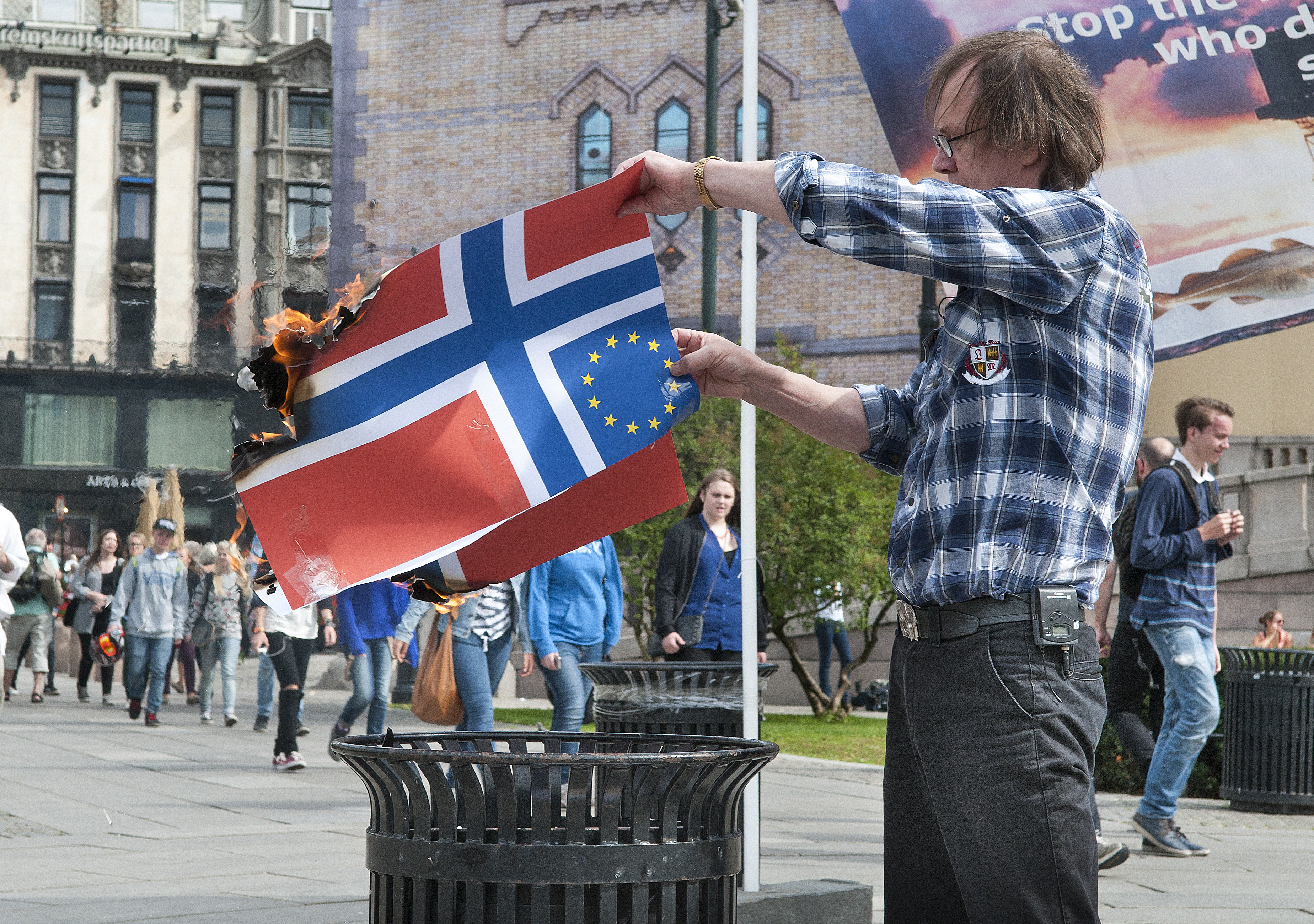
Øystein Meier Johannessen verbrennt die Norwegische Flagge während der Aktion "gegen schleichenden EU-Beitritt" am 21. August 2013. Die Samfunnspartiet will Nord-Norwegen im Falle eines Beitritts abspalten.

Die Samfunnspartiet ist eine registrierte Partei in Norwegen. Sie wurde 1985 von Øystein Meier Johannessen gegründet. Sie bekennt sich zum Anarchismus, zur Nächstenliebe des neuen Testaments und der Würde des Humanismus.
Anwalt und Gründungsmitglied Tor Erling Staff war der Kandidat für Oslo 1985 und Nummer zwei auf der Liste zur Parlamentswahl in Norwegen 2013.
Die Partei hat eine Reihe Prominenter nominiert. Nicht alle dieser Nominierungen entsprachen dem Wissen und Willen der Kandidierenden. Zur Wahl in Nordland 2015 fanden sich der damalige Bischof Øystein I. Larsen, Mitglieder der konservativen Küstenpartei und Herausgeber von Zeitungen auf den Wahllisten der anarchistischen Partei. Mehrere traten zurück. 2007 wurde u. a. der Komiker Otto Jespersen, 2013 der Komiker Alex Rosén und das Model Aylar Lie nominiert.

## Kontroversen

### Terraskandal
Im Frühjahr 2007 warnte Øystein Meier Johannessen im Kommunalparlament von Hemnes vor speziellen Investitionen mit der Citybank. Obwohl er dreimal auf dem Podium redete und in der Zeitung Rana Blad über die offensichtlichen Risiken schrieb, wurde er ignoriert und die Investitionen gingen als Terra-Skandal in die Norwegisch-Amerikanische Geschichte ein.

## Wahlergebnisse

### Parlamentschaftswahlen
- Zur Parlamentschaftswahl 2005 hatte die Partei nur eine Liste in Nordland und überzeugte 44 Wähler.
- Zur Parlamentschaftswahl 2009 trat die Samfunnspartiet mit Listen in Nordland und Oslo an und erreichte 68 und 72 Stimmen.
- Zur Parlamentschaftswahl 2013 gab es Listen in Nordland, Akershus, Oslo und Buskerud. Insgesamt 295 Stimmen.[3]
- Zur Parlamentschaftswahl 2017 wurde sie von 104 Menschen gewählt.

### Kommunalwahlen
- Zur Kommunalwahl 2007 trat sie in den gleichen Grafschaften an. Die Ergebnisse waren 393 Stimmen in Nordland (0,4 Prozent) und 129 Stimmen in Oslo.
- Kommunalwahl Nordland 2011: 289 Stimmen

## Einzelnachweise

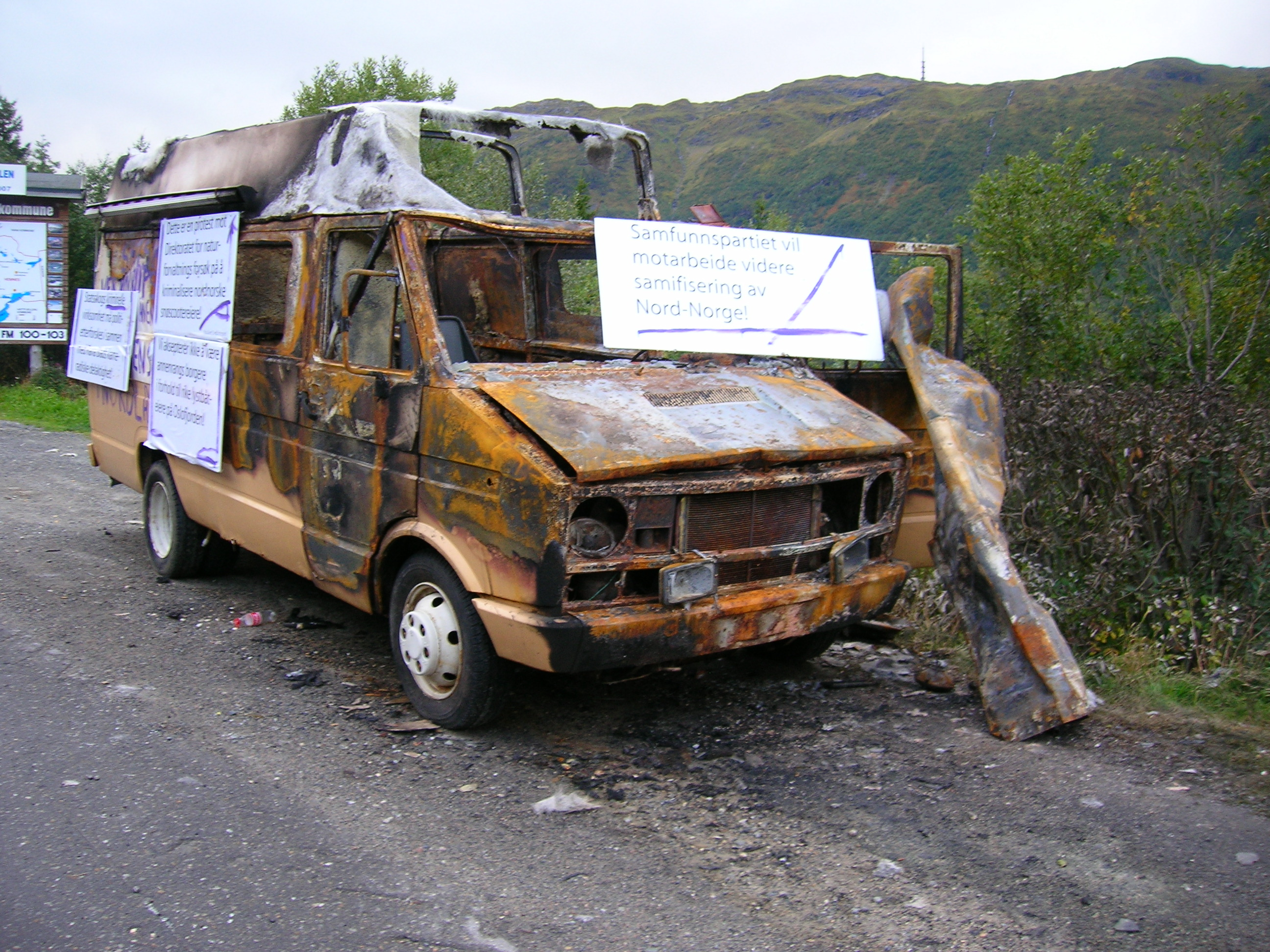
Johannesens verbranntes Auto